# 坎特朗伊什
坎特朗伊什是葡萄牙布拉加区的一个堂区。总面积11.18平方公里，总人口933人，人口密度83.5人/平方公里。